# Канъэй
Канъэй (яп. 寛永 канъэй, защита правосудия) — девиз правления (нэнго) японских императоров Го-Мидзуноо, Мэйсё и Го-Комё, использовавшийся с 1624 по 1645 год.

## Продолжительность
Начало и конец эры:
- 30-й день 2-й луны 10-го года Гэнна (по григорианскому календарю — 17 апреля 1624);
- 16-й день 12-й луны 21-го года Канъэй (по григорианскому календарю — 13 января 1645).

## Происхождение
Название нэнго было заимствовано из классического древнекитайского сочинения Ши цзин:「寛広、永長」.

## События
- 3-й год Канъэй (1626 год):

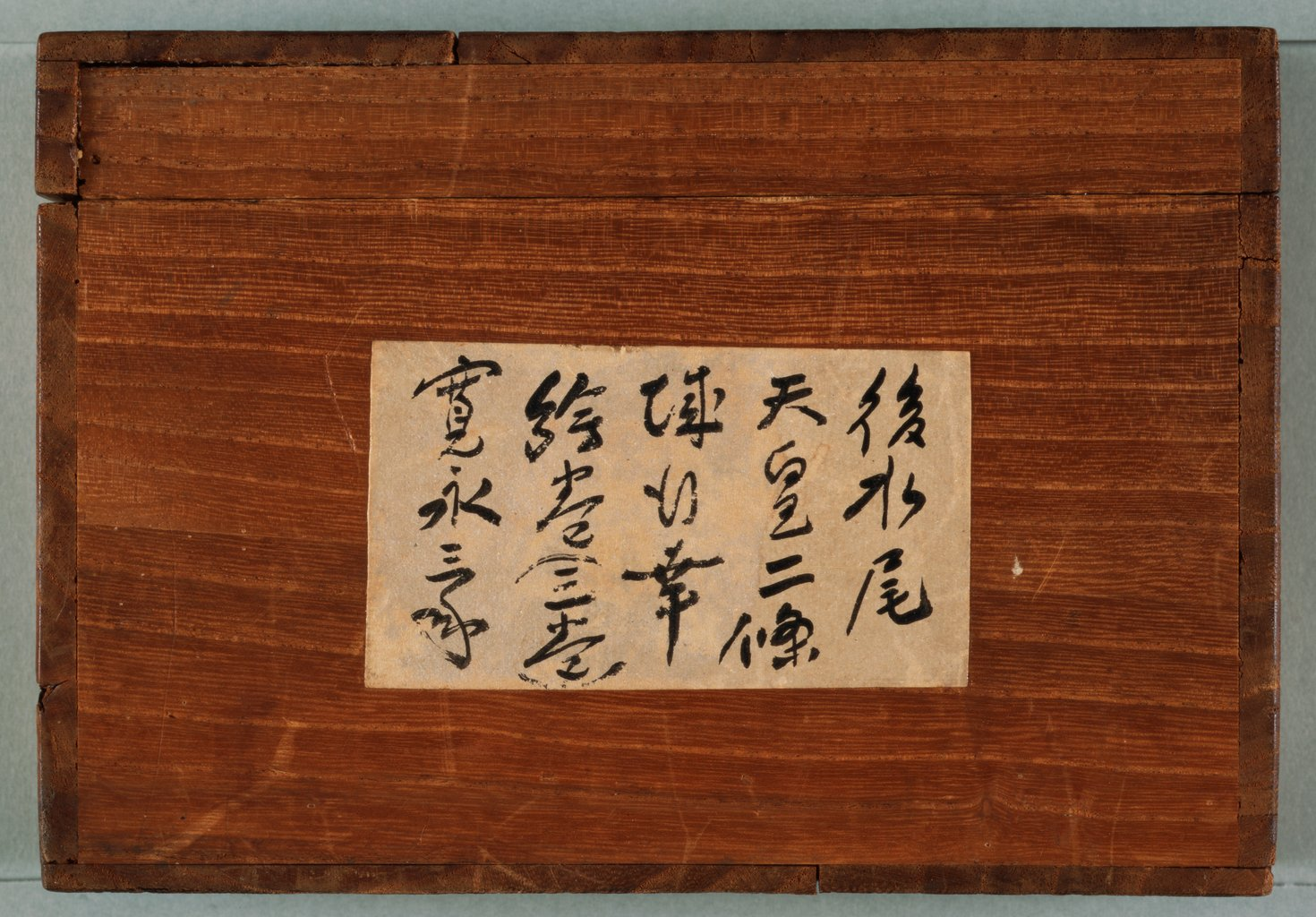
Свидетельство о визите императора Го-Мидзуноо к Токугаве Хидэтаде и Токугаве Иэмицу

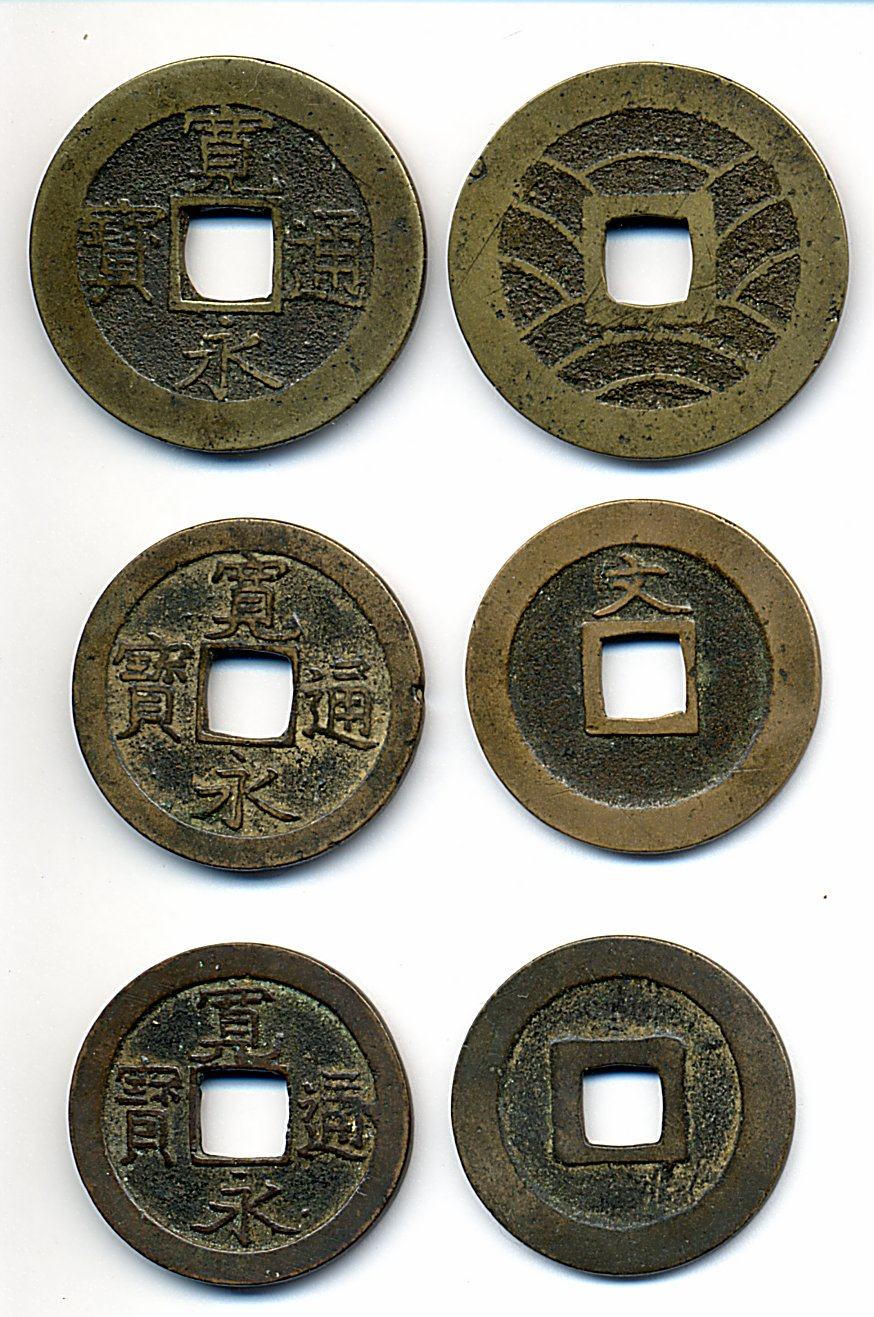
Монеты годов Канъэй — канъэй цухо, выпускавшиеся с 1636 года

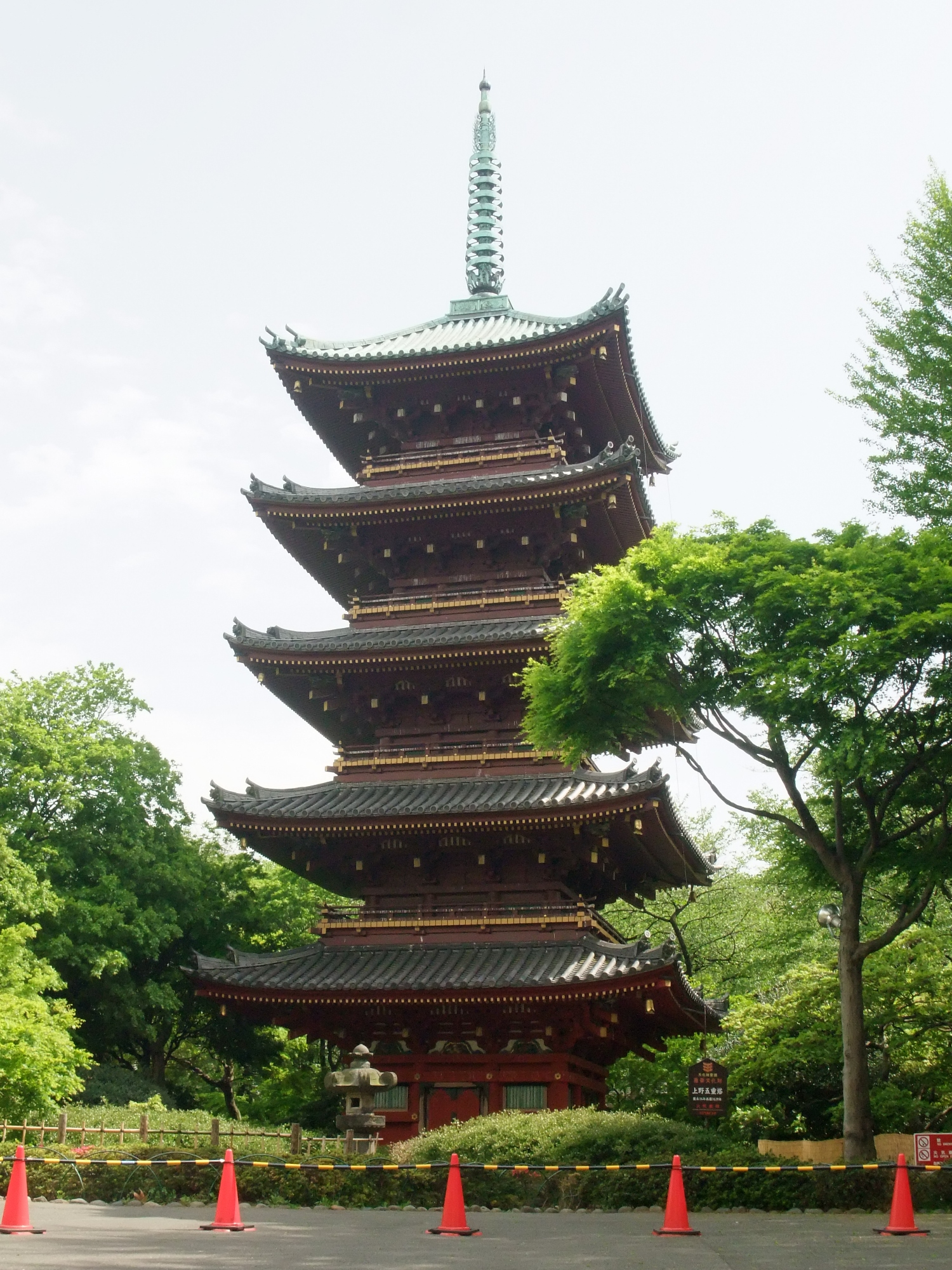
Пятиэтажная пагода храма, заложенного в 1625 году

  - 16-й день 9-й луны (4 ноября 1626 года) — император Го-Мидзуноо вместе с императрицей посетили замок Нидзё. Их сопровождали принцы крови, придворные дамы и кугэ. Император Японии посещает сёгуна не впервые — известно, что в эру Тэнсё император Го-Ёдзэй прибыл в помпезный особняк Тоётоми Хидэёси (который сам же Хидэёси и снёс во 2-м году Бунроку)[7];
- 5-й год Канъэй (1628 год):
  - крестьянам запретили носить одежду из шелка и хлопка, как мера борьбы с расточительством и роскошью[8];
- 6-й год Канъэй (1629 год):
  - происшествие с фиолетовыми одеждами (яп. 紫衣事件 сиэ дзикэн) — император обвинялся в том, что нарушил указ сёгуната от 1613 года, согласно которому император мог жаловать фиолетовые мантии (этот цвет считался в Японии священным) высшим синтоистским жрецам только по согласованию с сёгуном. Сёгуну Токугаве Иэмицу доложили, что мантии уже даровали более 10 священнослужителям — в ответ он отменил все ранги и звания, присвоенные императорским домом после 1615 года, а непокорных священников отправил в ссылку в провинцию Дэва[8];
  - 8-й день 11-й луны (22 декабря 1629 года) — император отрёкся от престола в пользу своей дочери, будущей императрицы Мэйсё[9];
  - для защиты «общественной морали» женщинам запретили выступать на сцене; их сменили юноши-актеры (вакасю)[10];
  - по указу сёгуната были созданы посты «народной полиции» (цудзибан)[11];
- 7-й год Канъэй (1630 год):
  - в рамках борьбы с христианством была проведена первая перепись с религиозным уклоном (сюмон аратамэтё)[12];
- 9-й год Канъэй (1632 год):
  - скончался бывший сёгун Токугава Хидэтада[9];
  - сёгунат конфисковал княжество у крупного военачальника Като Тадахиро (1601—1653), выделив ему взамен минимальные 10 тысяч коку риса в отдаленной провинции Дэва[13];
- 10-й год Канъэй (1633 год):
  - 20-й день 1-й луны (28 февраля 1633 года) — произошло землетрясение в Одавара в провинции Сагами[9];
  - была создана правительственная курьерская служба (цуги хикяку)[14];
- 11-й год Канъэй (1634 год):
  - 7-я луна — сёгун Токугава Иэмицу явился ко двору императора Го-Мидзуноо[9][15];
- 12-й год Канъэй (1635 год):
  - в Хэйан-кё прибыл корейский посол[9];
  - с этого года удельные князья стали обязаны являться на службу в столицу[16];
  - 12 день 12 луны (19 января 1636 года) — утверждён Дворянский кодекс («Сёси-хатто»)[17];
- 14-й год Канъэй (1637 год):
  - в княжествах Симабара и Арима вспыхнуло крупное христианское восстание; на подавление беспорядков были брошены силы сёгуната[9];
- 15-й год Канъэй (1638 год):
  - восстание христиан было подавлено, 37 000 повстанцев было убито; началось искоренение христианства в Японии[9];
- 17-й год Канъэй (1640 год):
  - 6 июля 1640 года — испанский корабль из Макао прибыл с делегацией 61 человек в Нагасаки, но 9 августа все они были обезглавлены, а их головы посажены на колья[9];
  - июнь — извержение вулкана Комагатакэ, расположенного в юго-западной части острова Хоккайдо, — самое мощное за последнюю тысячу лет жизни этого вулкана. Извержение повлияло на климат: в следующем году северо-восток Японии охватила аномальная засуха, вслед за которой прошли холодные ливни, смывшие остатки урожая[18];
- 18-й год Канъэй (1641 год):
  - Великий голод годов Канъэй (Канъэй дайкикин)[18];
- 20-й год Канъэй (1643 год):
  - 10 день 3 луны (28 апреля 1643 года) — вышел Указ о запрещении купли-продажи полей от 1643 г. («Табатакэ эйдай байбай го-сиоки»)[17];
  - 11 день 3 луны (29 апреля 1643 года) — вышел Указ о регламентации крестьянской жизни от 1643 г. («Домин сиоки обоэ»)[17];
  - в Хэйан-кё прибыл корейский посол[19];
  - 29-й день 9-й луны (10 ноября 1643 года) — императрица Мэйсё отреклась от престола в пользу своего брата[19];
  - 5-й день 11-й луны (15 декабря 1643 года) — на престол взошёл новый император Го-Комё[19];

## Сравнительная таблица
Ниже представлена таблица соответствия японского традиционного и европейского летосчисления. В скобках к номеру года японской эры указано название соответствующего года из 60-летнего цикла китайской системы гань-чжи. Японские месяцы традиционно названы лунами.
| 1-й год Канъэй (Деревянная Крыса)      | 1-я луна*       | 2-я луна   | 3-я луна*               | 4-я луна                | 5-я луна                | 6-я луна* | 7-я луна   | 8-я луна*               | 9-я луна    | 10-я луна               | 11-я луна*               | 12-я луна*               |                |
| -------------------------------------- | --------------- | ---------- | ----------------------- | ----------------------- | ----------------------- | --------- | ---------- | ----------------------- | ----------- | ----------------------- | ------------------------ | ------------------------ | -------------- |
| Григорианский календарь                | 19 февраля 1624 | 19 марта   | 18 апреля               | 17 мая                  | 16 июня                 | 16 июля   | 14 августа | 13 сентября             | 12 октября  | 11 ноября               | 11 декабря               | 9 января 1625            |                |
| Юлианский календарь                    | 9 февраля 1624  | 9 марта    | 8 апреля                | 7 мая                   | 6 июня                  | 6 июля    | 4 августа  | 3 сентября              | 2 октября   | 1 ноября                | 1 декабря                | 30 декабря               |                |
| 2-й год Канъэй (Деревянный Бык)        | 1-я луна        | 2-я луна*  | 3-я луна                | 4-я луна*               | 5-я луна                | 6-я луна* | 7-я луна   | 8-я луна                | 9-я луна*   | 10-я луна               | 11-я луна                | 12-я луна*               |                |
| Григорианский календарь                | 7 февраля 1625  | 9 марта    | 7 апреля                | 7 мая                   | 5 июня                  | 5 июля    | 3 августа  | 2 сентября              | 2 октября   | 31 октября              | 30 ноября                | 30 декабря               |                |
| Юлианский календарь                    | 28 января 1625  | 27 февраля | 28 марта                | 27 апреля               | 26 мая                  | 25 июня   | 24 июля    | 23 августа              | 22 сентября | 21 октября              | 20 ноября                | 20 декабря               |                |
| 3-й год Канъэй (Огненный Тигр)         | 1-я луна        | 2-я луна*  | 3-я луна*               | 4-я луна                | 4-я луна (високосная) * | 5-я луна* | 6-я луна   | 7-я луна                | 8-я луна*   | 9-я луна                | 10-я луна                | 11-я луна                | 12-я луна*     |
| Григорианский календарь                | 28 января 1626  | 27 февраля | 28 марта                | 26 апреля               | 26 мая                  | 24 июня   | 23 июля    | 22 августа              | 21 сентября | 20 октября              | 19 ноября                | 19 декабря               | 18 января 1627 |
| Юлианский календарь                    | 18 января 1626  | 17 февраля | 18 марта                | 16 апреля               | 16 мая                  | 14 июня   | 13 июля    | 12 августа              | 11 сентября | 10 октября              | 9 ноября                 | 9 декабря                | 8 января 1627  |
| 4-й год Канъэй (Огненный Кролик)       | 1-я луна        | 2-я луна*  | 3-я луна*               | 4-я луна                | 5-я луна*               | 6-я луна* | 7-я луна   | 8-я луна*               | 9-я луна    | 10-я луна               | 11-я луна                | 12-я луна*               |                |
| Григорианский календарь                | 16 февраля 1627 | 18 марта   | 16 апреля               | 15 мая                  | 14 июня                 | 13 июля   | 11 августа | 10 сентября             | 9 октября   | 8 ноября                | 8 декабря                | 7 января 1628            |                |
| Юлианский календарь                    | 6 февраля 1627  | 8 марта    | 6 апреля                | 5 мая                   | 4 июня                  | 3 июля    | 1 августа  | 31 августа              | 29 сентября | 29 октября              | 28 ноября                | 28 декабря               |                |
| 5-й год Канъэй (Земляной Дракон)       | 1-я луна        | 2-я луна   | 3-я луна*               | 4-я луна*               | 5-я луна                | 6-я луна* | 7-я луна*  | 8-я луна                | 9-я луна*   | 10-я луна               | 11-я луна                | 12-я луна                |                |
| Григорианский календарь                | 5 февраля 1628  | 6 марта    | 5 апреля                | 4 мая                   | 2 июня                  | 2 июля    | 31 июля    | 29 августа              | 28 сентября | 27 октября              | 26 ноября                | 26 декабря               |                |
| Юлианский календарь                    | 26 января 1628  | 25 февраля | 26 марта                | 24 апреля               | 23 мая                  | 22 июня   | 21 июля    | 19 августа              | 18 сентября | 17 октября              | 16 ноября                | 16 декабря               |                |
| 6-й год Канъэй (Земляная Змея)         | 1-я луна*       | 2-я луна   | 2-я луна (високосная) * | 3-я луна                | 4-я луна*               | 5-я луна  | 6-я луна*  | 7-я луна*               | 8-я луна    | 9-я луна*               | 10-я луна                | 11-я луна                | 12-я луна*     |
| Григорианский календарь                | 25 января 1629  | 23 февраля | 25 марта                | 23 апреля               | 23 мая                  | 21 июня   | 21 июля    | 19 августа              | 17 сентября | 17 октября              | 15 ноября                | 15 декабря               | 14 января 1630 |
| Юлианский календарь                    | 15 января 1629  | 13 февраля | 15 марта                | 13 апреля               | 13 мая                  | 11 июня   | 11 июля    | 9 августа               | 7 сентября  | 7 октября               | 5 ноября                 | 5 декабря                | 4 января 1630  |
| 7-й год Канъэй (Металлическая Лошадь)  | 1-я луна        | 2-я луна   | 3-я луна*               | 4-я луна                | 5-я луна*               | 6-я луна  | 7-я луна*  | 8-я луна*               | 9-я луна    | 10-я луна*              | 11-я луна                | 12-я луна*               |                |
| Григорианский календарь                | 12 февраля 1630 | 14 марта   | 13 апреля               | 12 мая                  | 11 июня                 | 10 июля   | 9 августа  | 7 сентября              | 6 октября   | 5 ноября                | 4 декабря                | 3 января 1631            |                |
| Юлианский календарь                    | 2 февраля 1630  | 4 марта    | 3 апреля                | 2 мая                   | 1 июня                  | 30 июня   | 30 июля    | 28 августа              | 26 сентября | 26 октября              | 24 ноября                | 24 декабря               |                |
| 8-й год Канъэй (Металлическая Коза)    | 1-я луна        | 2-я луна   | 3-я луна                | 4-я луна*               | 5-я луна                | 6-я луна* | 7-я луна   | 8-я луна*               | 9-я луна*   | 10-я луна               | 10-я луна (високосная) * | 11-я луна                | 12-я луна*     |
| Григорианский календарь                | 1 февраля 1631  | 3 марта    | 2 апреля                | 2 мая                   | 31 мая                  | 30 июня   | 29 июля    | 28 августа              | 26 сентября | 25 октября              | 24 ноября                | 23 декабря               | 22 января 1632 |
| Юлианский календарь                    | 22 января 1631  | 21 февраля | 23 марта                | 22 апреля               | 21 мая                  | 20 июня   | 19 июля    | 18 августа              | 16 сентября | 15 октября              | 14 ноября                | 13 декабря               | 12 января 1632 |
| 9-й год Канъэй (Водяная Обезьяна)      | 1-я луна        | 2-я луна   | 3-я луна*               | 4-я луна                | 5-я луна*               | 6-я луна  | 7-я луна*  | 8-я луна                | 9-я луна*   | 10-я луна               | 11-я луна*               | 12-я луна                |                |
| Григорианский календарь                | 20 февраля 1632 | 21 марта   | 20 апреля               | 19 мая                  | 18 июня                 | 17 июля   | 16 августа | 14 сентября             | 14 октября  | 12 ноября               | 12 декабря               | 10 января 1633           |                |
| Юлианский календарь                    | 10 февраля 1632 | 11 марта   | 10 апреля               | 9 мая                   | 8 июня                  | 7 июля    | 6 августа  | 4 сентября              | 4 октября   | 2 ноября                | 2 декабря                | 31 декабря               |                |
| 10-й год Канъэй (Водяной Петух)        | 1-я луна*       | 2-я луна   | 3-я луна*               | 4-я луна                | 5-я луна*               | 6-я луна  | 7-я луна   | 8-я луна*               | 9-я луна    | 10-я луна*              | 11-я луна                | 12-я луна*               |                |
| Григорианский календарь                | 9 февраля 1633  | 10 марта   | 9 апреля                | 8 мая                   | 7 июня                  | 6 июля    | 5 августа  | 4 сентября              | 3 октября   | 2 ноября                | 1 декабря                | 31 декабря               |                |
| Юлианский календарь                    | 30 января 1633  | 28 февраля | 30 марта                | 28 апреля               | 28 мая                  | 26 июня   | 26 июля    | 25 августа              | 23 сентября | 23 октября              | 21 ноября                | 21 декабря               |                |
| 11-й год Канъэй (Деревянная Собака)    | 1-я луна        | 2-я луна*  | 3-я луна                | 4-я луна*               | 5-я луна                | 6-я луна* | 7-я луна   | 7-я луна (високосная) * | 8-я луна    | 9-я луна                | 10-я луна*               | 11-я луна                | 12-я луна      |
| Григорианский календарь                | 29 января 1634  | 28 февраля | 29 марта                | 28 апреля               | 27 мая                  | 26 июня   | 25 июля    | 24 августа              | 22 сентября | 22 октября              | 21 ноября                | 20 декабря               | 19 января 1635 |
| Юлианский календарь                    | 19 января 1634  | 18 февраля | 19 марта                | 18 апреля               | 17 мая                  | 16 июня   | 15 июля    | 14 августа              | 12 сентября | 12 октября              | 11 ноября                | 10 декабря               | 9 января 1635  |
| 12-й год Канъэй (Деревянная Свинья)    | 1-я луна*       | 2-я луна*  | 3-я луна                | 4-я луна*               | 5-я луна*               | 6-я луна  | 7-я луна   | 8-я луна*               | 9-я луна    | 10-я луна               | 11-я луна*               | 12-я луна                |                |
| Григорианский календарь                | 18 февраля 1635 | 19 марта   | 17 апреля               | 17 мая                  | 15 июня                 | 14 июля   | 13 августа | 12 сентября             | 11 октября  | 10 ноября               | 10 декабря               | 8 января 1636            |                |
| Юлианский календарь                    | 8 февраля 1635  | 9 марта    | 7 апреля                | 7 мая                   | 5 июня                  | 4 июля    | 3 августа  | 2 сентября              | 1 октября   | 31 октября              | 30 ноября                | 29 декабря               |                |
| 13-й год Канъэй (Огненная Крыса)       | 1-я луна        | 2-я луна*  | 3-я луна*               | 4-я луна                | 5-я луна*               | 6-я луна* | 7-я луна   | 8-я луна*               | 9-я луна    | 10-я луна               | 11-я луна                | 12-я луна*               |                |
| Григорианский календарь                | 7 февраля 1636  | 8 марта    | 6 апреля                | 5 мая                   | 4 июня                  | 3 июля    | 1 августа  | 31 августа              | 29 сентября | 29 октября              | 28 ноября                | 28 декабря               |                |
| Юлианский календарь                    | 28 января 1636  | 27 февраля | 27 марта                | 25 апреля               | 25 мая                  | 23 июня   | 22 июля    | 21 августа              | 19 сентября | 19 октября              | 18 ноября                | 18 декабря               |                |
| 14-й год Канъэй (Огненный Бык)         | 1-я луна        | 2-я луна   | 3-я луна*               | 3-я луна (високосная) * | 4-я луна                | 5-я луна* | 6-я луна*  | 7-я луна                | 8-я луна*   | 9-я луна                | 10-я луна                | 11-я луна*               | 12-я луна      |
| Григорианский календарь                | 26 января 1637  | 25 февраля | 27 марта                | 25 апреля               | 24 мая                  | 23 июня   | 22 июля    | 20 августа              | 19 сентября | 18 октября              | 17 ноября                | 17 декабря               | 15 января 1638 |
| Юлианский календарь                    | 16 января 1637  | 15 февраля | 17 марта                | 15 апреля               | 14 мая                  | 13 июня   | 12 июля    | 10 августа              | 9 сентября  | 8 октября               | 7 ноября                 | 7 декабря                | 5 января 1638  |
| 15-й год Канъэй (Земляной Тигр)        | 1-я луна        | 2-я луна*  | 3-я луна                | 4-я луна*               | 5-я луна                | 6-я луна* | 7-я луна*  | 8-я луна                | 9-я луна*   | 10-я луна               | 11-я луна*               | 12-я луна                |                |
| Григорианский календарь                | 14 февраля 1638 | 16 марта   | 14 апреля               | 14 мая                  | 12 июня                 | 12 июля   | 10 августа | 8 сентября              | 8 октября   | 6 ноября                | 6 декабря                | 4 января 1639            |                |
| Юлианский календарь                    | 4 февраля 1638  | 6 марта    | 4 апреля                | 4 мая                   | 2 июня                  | 2 июля    | 31 июля    | 29 августа              | 28 сентября | 27 октября              | 26 ноября                | 25 декабря               |                |
| 16-й год Канъэй (Земляной Кролик)      | 1-я луна        | 2-я луна   | 3-я луна*               | 4-я луна                | 5-я луна*               | 6-я луна  | 7-я луна*  | 8-я луна*               | 9-я луна    | 10-я луна*              | 11-я луна                | 11-я луна (високосная) * | 12-я луна      |
| Григорианский календарь                | 3 февраля 1639  | 5 марта    | 4 апреля                | 3 мая                   | 2 июня                  | 1 июля    | 31 июля    | 29 августа              | 27 сентября | 27 октября              | 25 ноября                | 25 декабря               | 23 января 1640 |
| Юлианский календарь                    | 24 января 1639  | 23 февраля | 25 марта                | 23 апреля               | 23 мая                  | 21 июня   | 21 июля    | 19 августа              | 17 сентября | 17 октября              | 15 ноября                | 15 декабря               | 13 января 1640 |
| 17-й год Канъэй (Металлический Дракон) | 1-я луна        | 2-я луна*  | 3-я луна                | 4-я луна                | 5-я луна*               | 6-я луна* | 7-я луна   | 8-я луна*               | 9-я луна    | 10-я луна*              | 11-я луна                | 12-я луна*               |                |
| Григорианский календарь                | 22 февраля 1640 | 23 марта   | 21 апреля               | 21 мая                  | 20 июня                 | 19 июля   | 17 августа | 16 сентября             | 15 октября  | 14 ноября               | 13 декабря               | 12 января 1641           |                |
| Юлианский календарь                    | 12 февраля 1640 | 13 марта   | 11 апреля               | 11 мая                  | 10 июня                 | 9 июля    | 7 августа  | 6 сентября              | 5 октября   | 4 ноября                | 3 декабря                | 2 января 1641            |                |
| 18-й год Канъэй (Металлическая Змея)   | 1-я луна        | 2-я луна*  | 3-я луна                | 4-я луна                | 5-я луна*               | 6-я луна  | 7-я луна*  | 8-я луна                | 9-я луна*   | 10-я луна               | 11-я луна*               | 12-я луна                |                |
| Григорианский календарь                | 10 февраля 1641 | 12 марта   | 10 апреля               | 10 мая                  | 9 июня                  | 8 июля    | 7 августа  | 5 сентября              | 5 октября   | 3 ноября                | 3 декабря                | 1 января 1642            |                |
| Юлианский календарь                    | 31 января 1641  | 2 марта    | 31 марта                | 30 апреля               | 30 мая                  | 28 июня   | 28 июля    | 26 августа              | 25 сентября | 24 октября              | 23 ноября                | 22 декабря               |                |
| 19-й год Канъэй (Водяная Лошадь)       | 1-я луна*       | 2-я луна   | 3-я луна*               | 4-я луна                | 5-я луна*               | 6-я луна  | 7-я луна   | 8-я луна*               | 9-я луна    | 9-я луна (високосная) * | 10-я луна                | 11-я луна*               | 12-я луна      |
| Григорианский календарь                | 31 января 1642  | 1 марта    | 31 марта                | 29 апреля               | 29 мая                  | 27 июня   | 27 июля    | 26 августа              | 24 сентября | 24 октября              | 22 ноября                | 22 декабря               | 20 января 1643 |
| Юлианский календарь                    | 21 января 1642  | 19 февраля | 21 марта                | 19 апреля               | 19 мая                  | 17 июня   | 17 июля    | 16 августа              | 14 сентября | 14 октября              | 12 ноября                | 12 декабря               | 10 января 1643 |
| 20-й год Канъэй (Водяная Коза)         | 1-я луна*       | 2-я луна   | 3-я луна*               | 4-я луна*               | 5-я луна                | 6-я луна  | 7-я луна*  | 8-я луна                | 9-я луна    | 10-я луна*              | 11-я луна                | 12-я луна*               |                |
| Григорианский календарь                | 19 февраля 1643 | 20 марта   | 19 апреля               | 18 мая                  | 16 июня                 | 16 июля   | 15 августа | 13 сентября             | 13 октября  | 12 ноября               | 11 декабря               | 10 января 1644           |                |
| Юлианский календарь                    | 9 февраля 1643  | 10 марта   | 9 апреля                | 8 мая                   | 6 июня                  | 6 июля    | 5 августа  | 3 сентября              | 3 октября   | 2 ноября                | 1 декабря                | 31 декабря               |                |
| 21-й год Канъэй (Деревянная Обезьяна)  | 1-я луна        | 2-я луна*  | 3-я луна                | 4-я луна*               | 5-я луна*               | 6-я луна  | 7-я луна*  | 8-я луна                | 9-я луна    | 10-я луна               | 11-я луна*               | 12-я луна                |                |
| Григорианский календарь                | 8 февраля 1644  | 9 марта    | 7 апреля                | 7 мая                   | 5 июня                  | 4 июля    | 3 августа  | 1 сентября              | 1 октября   | 31 октября              | 30 ноября                | 29 декабря               |                |
| Юлианский календарь                    | 29 января 1644  | 28 февраля | 28 марта                | 27 апреля               | 26 мая                  | 24 июня   | 24 июля    | 22 августа              | 21 сентября | 21 октября              | 20 ноября                | 19 декабря               |                |

* звёздочкой отмечены короткие месяцы (луны) продолжительностью 29 дней. Остальные месяцы длятся 30 дней.